# 京特·马洛伊达

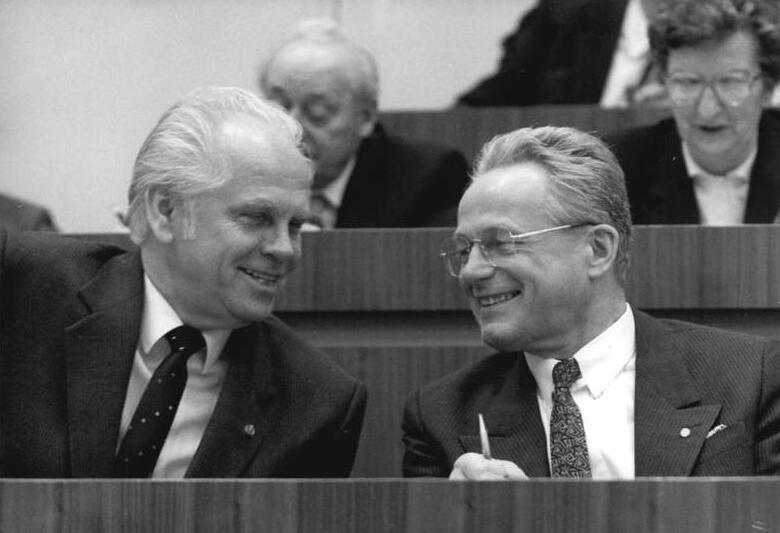
京特·马洛伊达（左）与曼弗雷德·格拉赫

京特·马洛伊达（德語：Günther Maleuda，1931年1月20日—2012年7月18日），东德政治人物。1989年10月13日至1990年4月5日期间，担任第4任东德人民议会主席。

## 生平
京特·马洛伊达生于Alt Beelitz（今属波兰）。1950年，加入德国农民民主党。1981年，成为东德人民议会成员。